# نبرد اول تاراین
نبرد اول تاراین در ۱۱۹۱ میلادی میان سلسله غوریان و چاهامناها و متحدین آن‌ها در نزدیکی منطقه تاراین (تراوری امروزی در ایالت هاریانا، هندوستان) به‌وقوع پیوست. شاه چاهامناها، پریتویراج چوهان در این جنگ شاه غوری‌ها معزالدین را مغلوب نمود و شاه غوری‌ها این شکست را یک سال بعد در جنگ دوم تاراین تلافی کرد.

## در منابع
منابع که در زمان جنگ نوشته شده‌است، شامل تاج‌المآثر اثر حسن نظامی (از طرف غوری‌ها) و پرتویراجا ویجایا اثر جایانکا (در سمت چاهامنا) می‌باشد.
منابع پسین در رابطه به این جنگ شامل کتب تاریخی ذیل است، که به زبان فارسی می‌باشند:
- طبقات ناصری اثر منهاج الدین سراج (۱۲۶۰ میلادی)
- فتح السلاطین اثر عبدالملک عصامی (حدود ۱۳۵۰ میلادی)
- تاریخ مبارک‌شاهی اثر یحی بن احمد سرهندی (۱۴۳۴ میلادی)
- طبقات اکبری اثر نظام الدین احمد (۱۵۹۳ – ۱۵۹۴ میلادی)
- منتخب التواریخ اثر عبدالقادر بدائونی (حدود دهه ۱۵۹۰ میلادی)
- تاریخ فرشته اثر محمد قاسم فرشته (اوایل فرن هفدهم میلادی)

این کتاب‌های تاریخی از پریتویراج به نام‌های مختلف یادآوری می‌کنند، شامل «رای کولاه پیتورا» (منهاج)، «پیتور رای» (سرهندی) و «پیتاو رای» (فرشته). آن‌ها سر قوماندان اعلی پریتویراج به‌نام گوویند رای را به نام‌های «گوبند ری» (منهاج)، «گوبند رای» (سرهندی)، «خاند، خاندا یا خاندی» (نظام الدین و بهاءالدین)، و «چوهاند ری» (فرشته) یاد می‌کنند.
منابع پسین که به زبان هندی نوشته شده‌اند شامل همیرا ماهاکاویا و پریتویراج راسو می‌باشد.

## پس‌زمینه
معزالدین در ۱۱۷۵ میلادی ملتان را تصرف کرد، اما تهاجم وی در ۱۱۷۸ میلادی بالای سلطنت چاولوکیا در منطقه گجرات و شمال راجستان امروزی ناموفق بود. غوریان متعاقب این شکست، غزنویان را مغلوب نموده و لاهور را در ۱۱۸۶ میلادی تصرف کردند.
معزالدین سفیر خود – قاضی‌القضات قیوم الملک رکن الدین حمزه – را به دربار پریتویراج فرستاد تا شاه هندی را به پذیرفتن یک تفاهم‌نامه صلح‌آمیز قانع سازد. تاج‌المآثر، کتاب تاریخ که توسط نویسنده مسلمان حسن نظامی نوشته شده‌است، این فرستاده را این‌گونه توصیف می‌کند، یک «مقام عالی‌رتبه» که پیام معزالدین به پریتویراج را «به‌گونه دقیق و ظریف و به‌طور موزون» و به‌کارگیری «زبان برازنده» بیان کرد. کتاب منتسب به چاهامنا، پرتویراجا ویجایا، معزالدین را به عنوان یک «شیطان» گوشت‌خوار گاو و «شرور» توصیف می‌کند و از سفیر وی نیز یک تصویر واقعاً بدقیافه به نمایش می‌گذارد، کسی که «سفیدی وحشتناک» پوست وی به حدی است که به نظر می‌رسد از مریضی پوستی رنج می‌برد و کسی که گفتارش شبیه «گریه مرغان وحشی» بود.
پریتویراج شرایط سفیرغوریان را نپذیرفت که طبق حسن نظامی، شامل گرویدن به دین اسلام و پذیرفتن سلطه غوریان بود. سپس معزالدین تصمیم گرفت تا به پادشاهی چاهامنا حمله کند.
لشکرکشی و درگیری‌های غوریان که منتهی به جنگ اول تاراین شد در ۱۱۹۰ میلادی آغاز گردید، اما نبرد واقعی تقریباً در زمستان سال ۱۱۹۱ میلادی اتفاق افتاد.

## نبرد
ارتش معزالدین چندی قبل از سال ۱۱۹۱ میلادی قلعه تابارهندا (احتمالاً باتیندای امروزی) را تصرف کرده بودند و فرض می‌شود، که این قلعه قبلاً تحت کنترل چاهامنا بود. بر بنیاد یادداشت سرهندی، پریتویراج در ۱۱۹۱ میلادی (۵۸۷ هجری) با ارتش خود که شامل پیاده‌نظام، سواره نظام و فیل‌های جنگی بود، به سمت غوریان حرکت کرد. زمانی که معزالدین تصمیم داشت به‌زودی تابارهندا را ترک کند، خبر نزدیک‌شدن پریتویراج به وی رسید؛ وی سپس به‌سوی پریتویراج حرکت کرد و دو ارتش در منطقه تاراین به مصاف هم رفتند.
پریتویراج با تعداد زیادی از حاکمان فئودال‌ها همراه بود، کسانی که منهاج آن‌ها را «تمامی راناهای هند» توصیف کرد. این حکام شامل گوویند رای، حاکم دهلی، بود. سرهندی می‌گوید که گوویند رای روی یک فیل نشسته بود و در خط مقدم قرار داشت و این نشان می‌داد که وی سر قوماندان اعلی ارتش پریتویراج است. سرهندی و کتاب‌های تاریخ بعدی مانند نظام الدین و بدائونی، گوویند رای را برادر پریتویراج می‌گویند. فرشته نیز می‌گوید که پریتویراج و گوویند رای برادر هم بودند و هم‌چین اضافه می‌کند که این دو مرد در اتحاد با سایر حکام دهلی علیه غوریان تاختند. فرشته، گوویند رای را کسی توصیف می‌کند که به اندازه پریتویراج قدرتمند است، احتمالاً به این دلیل که گوویند رای حاکم دهلی بود و با در نظرداشتن زمان فرشته، وی از نظر سیاسی به فرد مهمی مبدل شده بود.
سواره نظام غوریان نبرد را با پرتاب تیرها به مرکز ارتش دشمن آغاز کردند. نیروهای چاهامنا از سه جهت ضد حمله نموده و بر جنگ مسلط شدند، بر ارتش غوری فشار آوردند و آن‌ها را مجبور به عقب‌نشینی کردند.
طبق کتاب سرهندی، نیروهای غوریان علی‌رغم این‌که شجاعانه جنگیدند اما با شکست مواجه شدند. زمانی که معزالدین این را دید، به گوویند رای حمله کرد. منهاج می‌گوید که معزالدین که بر یک اسب سوار بود با نیزه‌ای به گوویند رای حمله کرد، نیزه به دهن گوویند رای اصابت کرد و دو دندان وی شکست. گوویند رای انتقام خود را با یک زوبین گرفت و بازو معزالدین را شدیداً زخمی کرد. طبق کتاب منهاج، اگر یک سرباز جوان اسب معزالدین را به منطقه امن هدایت نمی‌کرد، ممکن بود معزالدین کشته یا اسیر شود. ارتش غوری پس از ترک میدان جنگ مأیوس و مغلوب شده بودند.

سلطان سر اسب جنگی خود را چرخاند و عقب‌نشینی کرد، وی از شدت جراحت دیگر حتی قادر نبود روی اسب بماند. شکستی که برای ارتش اسلام رخ داد و به حدی بود، که این ارتش دیگر قابل برگشت نبود.

منهاج در طبقات ناصری
معزالدین به مقصد غزنی حرکت کرد و یک نیروی کوچکی را در تابارهندا گذاشت. پریتویراج چندی قبل از جنگ دوم تاراین این قلعه را محاصره و تصرف کرد. وی ارتش غوری را تعقیب نکرد. چون یا نمی‌خواست به قلمرو دشمن حمله نماید یا اراده معزالدین را درست حدس نزده بود.

## کتابشناسی
- Cynthia Talbot (2015). The Last Hindu Emperor: Prithviraj Cauhan and the Indian Past, 1200–2000. Cambridge University Press. ISBN 978-1-107-11856-0.
- Dasharatha Sharma (1959). Early Chauhān Dynasties. S. Chand / Motilal Banarsidass. ISBN 978-0-8426-0618-9.
- Satish Chandra (2006). Medieval India: From Sultanat to the Mughals-Delhi Sultanat (1206-1526). Har-Anand. ISBN 978-81-241-1064-5.
- Spencer C. Tucker (2009). A Global Chronology of Conflict: From the Ancient World to the Modern Middle East. ABC-CLIO. ISBN 978-1-85109-672-5.